# Maldivian Air Taxi
Maldivian Air Taxi era una compagnia aerea regionale delle Maldive ed uno dei maggiori operatori di idrovolante nel mondo, operano oltre 500 voli alla settimana durante l'alta stagione turistica. Con le sue umili origini nel novembre 1993, con solo due aerei, MAT è cresciuto in risposta diretta l'apertura delle stazioni di nuova concezione che richiedono servizi di trasporto idrovolante per i loro ospiti.
Nel 2013 è stata acquistata dal Blackstone Group insieme alla sua principale concorrente, Trans Maldivian Airways, ed integrata completamente in quest'ultima.
Sulla base del lato nord dell'Aeroporto Internazionale di Malé, Maldive Air Taxi al momento della chiusura (2013) aveva una flotta di 20 Twin Otter, il servizio 40 dei 90 resort delle Maldive. Nel 2008 MAT ha portato più di mezzo milione di passeggeri.

## Storia
La compagnia aerea è stata fondata nel 1993 da investitori danesi e ha iniziato le operazioni nello stesso anno. Era interamente controllata da Lars Erik Nielsen (Presidente) e a marzo 2007 disponeva di 275 dipendenti.

## Flotta
- 1 De Havilland Canada DHC-6 Twin Otter Serie 100
- 1 De Havilland Canada DHC-6 Twin Otter Serie 200
- 18 De Havilland Canada DHC-6 Twin Otter Serie 300